# 河东乡 (贵德县)
河东乡，是中华人民共和国青海省海南藏族自治州贵德县下辖的一个乡镇级行政单位。

## 行政区划
河东乡下辖以下地区：
马家西村、太平村、下罗家村、周家村、杨家村、王屯村、保宁村、麻巴村、哇里村、贡巴村、查达村、仁若阿什贡村、西北村、沙柳湾村和边都村。